# بوم‌ساخته
در باستان‌شناسی به هرگونه بقایای جانوری یا گیاهی یافت‌شده از یک محوطهٔ باستانی که هیچ‌گونه تغییر ناشی از فناوری یا دخالت انسانی در آن وجود نداشته باشد، اما بر نوعی ارتباط فرهنگی دلالت کند بوم‌ساخته (ecofact) یا زیست‌ساخته (biofact) می‌گویند.
استخوان گوسفند، زغال، گیاهان، و گرده‌های گل که در یک محوطه باستانی یافته شوند از نمونه‌های بوم‌ساخته هستند. بوم‌ساخته‌ها نشانگر شیوه تعامل مردم باستانی با محیط اطرافشان هستند.
در باستان‌شناسی، بوم‌ساخته در کنار دست‌ساخته و پدیدار قرار می‌گیرد.
در میان یافته‌های باستان‌شناختی، آنچه بشر ساخته یا شکل داده یا از آن استفاده کرده‌است، از نوع اشیا، سازه‌ها، وسایل، بافت‌ها، آرایه‌ها، سفالینه‌ها، سلاح‌ها و آثار هنری، دست‌ساخته artifact نامیده می‌شود.
در کنار آن، عنصری در یک محوطهٔ باستانی یا هر واحد باستان‌شناختی مجزا که ساختار یا لایه یا دست‌ساختهٔ مستقلی به‌شمار نمی‌آید و نمی‌توان آن را جابه‌جا کرد، نظیر چاه‌ها، جوی‌ها، و دیوارها، پدیدار feature نامیده می‌شود.
از نمونه‌های رایج بوم‌ساخته‌ها می‌توان به دانه‌های گیاهی اشاره کرد. دانه‌های گیاهی اطلاعات سودمندی در مورد رژیم غذایی، داروها، و منسوجات مردم باستانی به‌دست می‌دهند. در همین حال، گرده‌های گیاهان که در محوطه باستانی به‌جا مانده اطلاعاتی در مورد محیط زیست دوره مورد نظر، و گیاهان خوراکی که توسط مردم باستانی رویانده می‌شده فراهم می‌کند.